# Сара Чафак
Сара Чафак (фін. Sara Yasmina Chafak, народилася 25 жовтня 1990) — фінська учасниця конкурсу краси, яка отримала титул «Міс Фінляндія 2012» і представляла Фінляндію на «Міс Всесвіт 2012».

## Раннє життя
Чафак народився 25 жовтня 1990 року в Гельсінкі, Фінляндія, в сім'ї марокканського бербера та матері фінки. У 2011 році вона посіла перше місце на конкурсі «Міс Гельсінкі».

## Конкурси

### Міс Фінляндія 2012
Чафак була коронована як Міс Суомі 2012 (Міс Фінляндія 2012) у замку Ванаянлінна в Хямеенлінна на півдні Фінляндії 29 січня 2012 року.

### Міс Всесвіт 2012
Чафак брала участь у 61-му конкурсі «Міс Всесвіт». Вона змагалася за право стати наступницею колишньої володарки титулу Лейли Лопес з Анголи.

## Інше
Восени 2013 року Чафак взяла участь у фінській версії «Танців на льоду», де десять знаменитостей (серед інших Саулі Коскінен) вчилися кататися на ковзанах з професійним партнером. Вона була в парі з танцівницею на льоду Сашею Паломякі, і вони посіли третє місце у підсумковому заліку. У липні 2014 року Чафак дебютувала як реп-виконавиця в кліпі JVG . Наприкінці 2014 року Чафак взяла участь у покерному турнірі, обігравши професійного покериста Ронні Барду в шоу Shark Cage на PokerStars. Ролик із блефом став вірусним.